# The Sorcerer's Apprentice
Pour les articles homonymes, voir L'Apprenti sorcier.
Pour plus de détails, voir Fiche technique et Distribution.
The Sorcerer's Apprentice est un film musical américano-allemand réalisé par Michael Powell, sorti en 1955.

## Synopsis
Ballet L'Apprenti sorcier dansé par Sonia Arova et le corps de ballet de l'Opéra d'État de Hambourg.

## Fiche technique
- Titre original : The Sorcerer's apprentice
- Réalisation : Michael Powell
- Scénario : Dennis Arundell, d'après le poème L'Apprenti sorcier de Goethe
- Direction artistique : Hein Heckroth
- Décors : Karl-Hermann Joksch
- Photographie : Christopher Challis
- Montage : Reginald Mills
- Musique : Walter Braunfels
- Direction musicale : Hans Schmidt-Isserstedt
- Chorégraphie  : Helga Swedlund
- Production : Harald Völker
- Société de production : Twentieth Century-Fox Film Corporation, Norddeutscher Rundfunk
- Société de distribution : Twentieth Century-Fox Film Corporation
- Pays d’origine :  États-Unis,  Allemagne de l'Ouest
- Langue originale : anglais
- Format : couleur (Technicolor) — 35 mm — 2,55:1 (CinemaScope) —  son 4 pistes Stéréo
- Genre : ballet filmé
- Durée : 30 minutes (il existe une version raccourcie à 13 minutes)
- Dates de sortie :
  - États-Unis : mai 1955
  - Royaume-Uni : 14 juillet 1955

## Distribution
- Sonia Arova
- corps de ballet de l'Opéra d'État de Hambourg

## Autour du film
- Selon le British Film Institute, c'est le premier ballet filmé en CinémaScope